# 錫博德 (北卡羅萊納州)
錫博德（英語：Seaboard）是一個位於美國北卡羅萊納州北安普頓縣的城鎮。

## 人口
根據2020年美國人口普查的數據，錫博德的面積為2.49平方千米，皆為陸地。當地共有人口542人，而人口密度為每平方千米218人。